# Nhà du hành vũ trụ

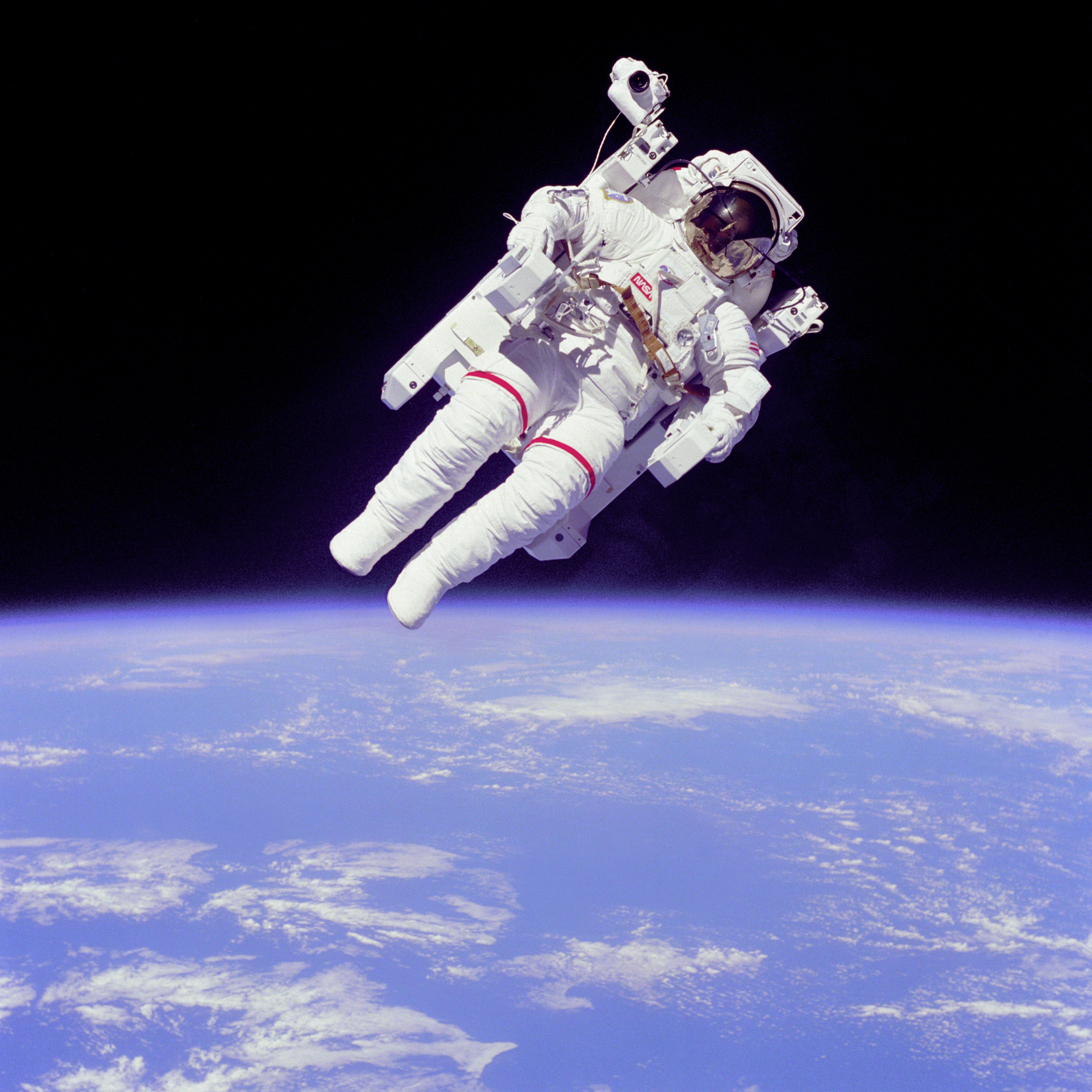
Phi hành gia Bruce McCandless II bên ngoài không gian khi thực hiện nhiệm vụ trên tàu con thoi Challenger năm 1984

Phi hành gia, tinh hành gia hoặc nhà du hành vũ trụ hoặc thái không nhân là một người được huấn luyện qua chương trình không gian để chỉ huy, lái hoặc trở thành thành viên của một con tàu vũ trụ . Bình thường nghĩa phi hành gia chỉ áp dụng cho những nhà du hành không gian chuyên nghiệp thì khái niệm này đôi khi có thể áp dụng cho những người du hành vào không gian, bao gồm những nhà khoa học, những nhà chính trị, nhà báo hoặc những người du lịch.

## Định nghĩa
Cho đến năm 2003 thì các nhà du hành vũ trụ vẫn được huấn luyện và tài trợ phần lớn bởi chính phủ, quân đội hoặc cơ quan hàng không dân sự. Tuy nhiên, với chuyến bay vào quỹ đạo thấp của con tàu vũ trụ do tư nhân bỏ vốn SpaceShipOne năm 2004, một khái niệm mới về du hành gia ra đời: Phi hành gia thương mại (commercial astronaut). Với sự phát triển của du lịch vũ trụ, NASA và Cơ quan vũ trụ liên bang Nga đã đồng ý việc sử dụng danh từ "spaceflight participant" (người tham quan không gian) để phân biệt những người du hành vào không gian với những nhà du hành vũ trụ thực hiện các nhiệm vụ của hai cơ quan trên.

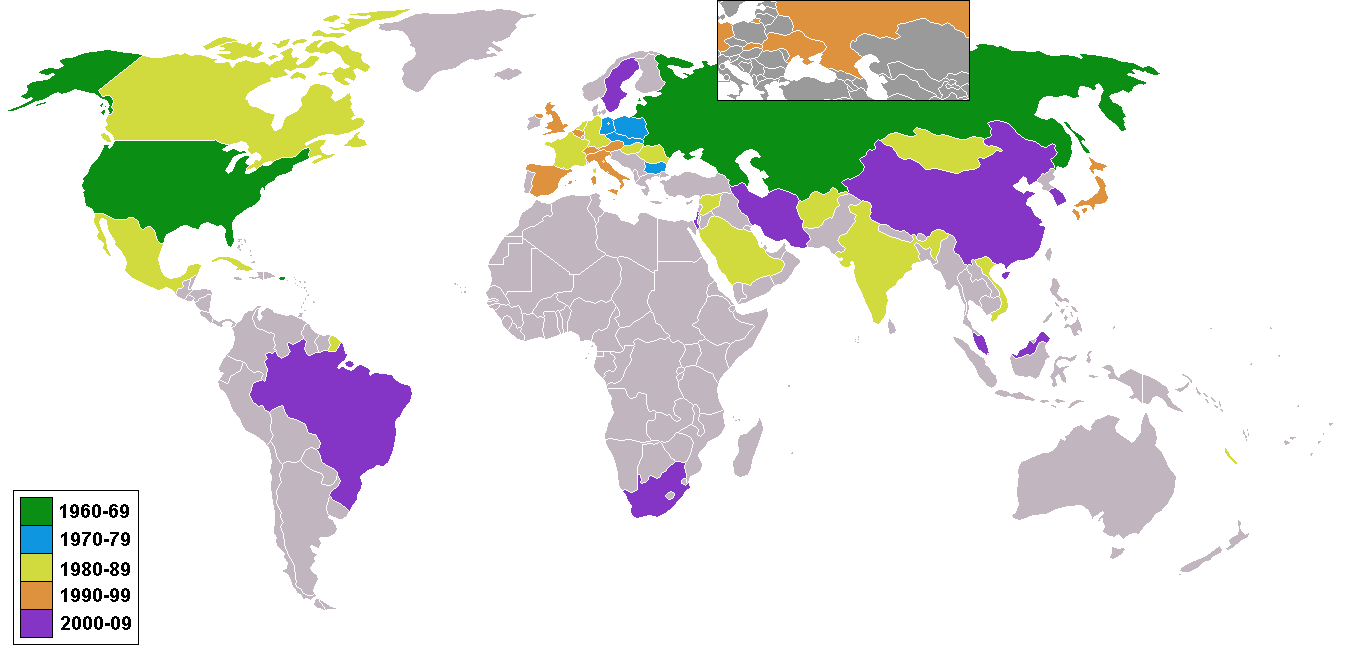
Các quốc gia có người đi lên không gian tính đến năm 2006

Tiêu chuẩn để xác định các chuyến bay được gọi là "du hành vũ trụ" cũng rất đa dạng. Fédération Aéronautique Internationale (FAI) xác định rằng các chuyến bay du hành vũ trụ là các chuyến bay vượt qua độ cao 100 kilometer (62 mi) so với mặt nước biển. Tuy nhiên tại Mỹ, các nhà du hành chuyên nghiệp, của quân đội hay các nhà du hành thương mại, những người bay vào không gian vượt qua độ cao 80 kilometer (50 mi) đều được thưởng Huy hiệu Phi hành gia.
Tính đến 7 tháng 2 năm 2008, đã có tổng cộng 470 người từ 34 quốc gia đã bay qua độ cao 100 km và hơn nữa so với mặt nước biển, trong đó 467 người vượt qua Quỹ đạo thấp (Low Earth orbit) hoặc xa hơn . Trong số này, 24 người đã bay xa vượt vùng quỹ đạo thấp để tới quỹ đạo hay bề mặt của Mặt Trăng; ba trong số 24 người này đã thực hiện điều này hai lần (Lovell, Young and Cernan)
Theo như FAI thì đã có 476 người vượt qua tiêu chuẩn độ cao du hành vũ trụ của Mỹ.. Những nhà du hành vũ trụ đã có tổng cộng 30.400 ngày không gian (astronaut-days)(khoảng hơn 83 năm) trong không gian, trong đó có 100 ngày không gian dành cho việc đi bộ trên vũ trụ . Tính đến năm 2007, người có quãng thời gian lâu nhất trên vũ trụ là Sergei Krikalev, anh đã có 803 ngày, 9 giờ, 39 phút hay 2.2 năm trên không gian. Sunita Williams của Mỹ thì giữ kỷ lục là người phụ nữ có quãng thời gian trên không gian lâu nhất, với 195 ngày.